# Никитина, Эльвира Михайловна
Эльвира Михайловна Урусова-Никитина (груз. ელვირა ურუსოვა; род. 24 февраля 1968, Тбилиси) — грузинская легкоатлетка, специалистка по толканию ядра. Выступала за сборную Грузии по лёгкой атлетике в 1990-х годах, победительница и призёрка первенств национального значения, участница летних Олимпийских игр в Атланте.

## Биография
Родилась 24 февраля 1968 года в Тбилиси, Грузинская ССР.
Впервые заявила о себе в лёгкой атлетике на международном уровне в сезоне 1994 года, когда вошла в состав грузинской национальной сборной и выступила на чемпионате Европы в Хельсинки — в толкании ядра показала результат 15,73 метра, чего оказалось недостаточно для попадания в финальную стадию турнира.
В 1996 году отметилась выступлением на зимнем чемпионате России в Москве, откуда привезла награду бронзового достоинства — уступила здесь только Ирине Худорошкиной и Светлане Кривелёвой. Также в этом сезоне установила свой личный рекорд в толкании ядра на открытом стадионе — 19,01 метра. Благодаря череде удачных выступлений удостоилась права защищать честь Грузии на летних Олимпийских играх в Атланте — на предварительном квалификационном этапе толкнула ядро на 17,69 метра и в финал не вышла.
В феврале 1997 года на соревнованиях в Москве установила личный рекорд по толканию ядра в закрытых помещениях — 18,14 метра.
Впоследствии оставалась действующей спортсменкой вплоть до 2002 года, хотя в последнее время уже не показывала сколько-нибудь значимых результатов на международной арене.